# Radzic
Radzic (Radzicz) – polski herb szlachecki z nobilitacji, cz. Kotwica odm.

## Opis herbu
W polu czerwonym kotwica srebrna między dwiema takimiż gwiazdami.
Klejnot dwa skrzydła orle: srebrne z gwiazdą czerwoną, czerwone z gwiazdą srebrną.
Labry czerwone, podbite srebrem.

## Najwcześniejsze wzmianki
Nadany pierwotnie Janowi Cerasimo 16 maja 1556 przez cesarza Ferdynanda I, w Polsce nadany synom Jana – Janowi i Samuelowi Kirsteinom 14 lutego 1578.

## Etymologia
Nazwa nierozpoznana, być może przezwiskowa.

## Herbowni
Bonowski, Hoffer, Radzic, Radzicz, Szymkowski.
Rosyjski heraldyk Aleksander Borysowicz Łakier, w swojej książce Heraldyka rosyjska z 1855 roku przytacza nazwiska rosyjskiej szlachty, która przejęła niektóre polskie herby. Wśród nich jest Radzic. Autor nie wyjaśnia, w jaki sposób zachodziło takie przejmowanie. Pewne jest, że kilka polskich rodzin osiadło w Rosji. Rdzennie rosyjskie rody mogły zaś przyjmować polskie herby na zasadzie upodobniania wizerunków własnych. Herbem Radzic miały według Łakiera pieczętować się rodziny:
Baszmakow, Butrimow, Gordieiew, Islienjew, Kaszkin, Kokoszkin, Koptiew.